# انتخابات ریاست‌جمهوری ارمنستان (۲۰۰۸)
انتخابات ریاست‌جمهوری (به ارمنی: Հայաստանի 2008 թվականի նախագահական ընտրություններ) در ۱۹ فوریه ۲۰۰۸ در ارمنستان برگزار شد.

## کاندیداها
- آرتور باغداساریان از حزب کشور قانونمند
- آرتاشس گغامیان از National Unity
- آرام هایراپتیان از National Conciliation Party
- واهان هوهانیسیان از فدراسیون انقلابی ارمنی
- تیگران کاراپتیان از People's Party
- وازگن مانوکیان از اتحاد دموکراتیک ملی
- آرمن ملیکیان
- سرژ سرکیسیان از حزب جمهوری‌خواه ارمنستان
- لوون تر-پتروسیان

## نتایج
| نام کاندید                                                                                   | حزب                         | آرا       | %     |
| -------------------------------------------------------------------------------------------- | --------------------------- | --------- | ----- |
| سرژ سرکیسیان                                                                                 | حزب جمهوری‌خواه ارمنستان     | ۸۶۲٬۳۶۹   | ۵۲٫۸۲ |
| لوون تر-پتروسیان                                                                             | مستقل                       | ۳۵۱٬۲۲۲   | ۲۱٫۵۰ |
| آرتور باغداساریان                                                                            | حزب کشور قانونمند           | ۲۷۲٬۴۲۷   | ۱۷٫۷۰ |
| واهان هوهانیسیان                                                                             | فدراسیون انقلابی ارمنی      | ۱۰۰٬۹۶۶   | ۶٫۲۰  |
| وازگن مانوکیان                                                                               | اتحاد دموکراتیک ملی         | ۲۱٬۰۷۵    | ۱٫۳۰  |
| تیگران کاراپتیان                                                                             | People's Party              | ۹٬۷۹۱     | ۰٫۶۰  |
| آرتاشس گغامیان                                                                               | National Unity              | ۷٬۵۲۴     | ۰٫۴۶  |
| آرمان ملیکیان                                                                                | مستقل                       | ۴٬۳۹۹     | ۰٫۲۷  |
| آرام هاروتیونیان                                                                             | National Conciliation Party | ۲٬۸۹۲     | ۰٫۱۷  |
| Invalid/blank votes                                                                          | Invalid/blank votes         | ۳۵٬۷۹۸    | –     |
| مجموعاً                                                                                       | مجموعاً                      | ۱٬۶۶۸٬۴۶۴ | ۱۰۰   |
| Registered voters/turnout                                                                    | Registered voters/turnout   | ۲٬۳۱۲٬۹۴۵ | ۷۲٫۱۴ |
| Source: Central Election Commission بایگانی‌شده در ۲۳ سپتامبر ۲۰۱۵ توسط Wayback Machine, IFES |                             |           |       |